# 福岡県道266号三萩野魚町線
福岡県道266号三萩野魚町線（ふくおかけんどう266ごう みはぎのうおまちせん）は、福岡県北九州市小倉北区を通る一般県道である。

## 概要
北九州市小倉北区黄金1丁目から北九州市小倉北区魚町1丁目に至る。国道3号・国道10号交点である三萩野交差点が起点。上を北九州高速鉄道（北九州モノレール）が走る。その後、北九州モノレールの旦過駅近くにある交差点を左折し、魚町交差点で国道199号旧道、福岡県道37号小倉港線と接続して終点となる。

### 路線データ
- 起点：福岡県北九州市小倉北区黄金1丁目（三萩野交差点、国道3号・国道10号交点）
- 終点：福岡県北九州市小倉北区魚町1丁目（魚町交差点、国道199号旧道交点、福岡県道37号小倉港線終点）

## 路線状況

### 通称
- みかげ通り

## 地理

### 通過する自治体
- 北九州市（小倉北区）

### 交差する道路
| 交差する道路                   | 交差する場所 | 交差する場所        |
| ------------------------------ | ------------ | ------------------- |
| 国道3号 国道10号               | 黄金1丁目    | 三萩野交差点 / 起点 |
| 国道199号 福岡県道37号小倉港線 | 魚町1丁目    | 魚町交差点 / 終点   |

### 沿線
- 北九州高速鉄道（北九州モノレール）
  - 香春口三萩野駅 - 旦過駅